# Family of the Year
Family of the Year es una banda de Indie Rock originaria de Los Ángeles (California). El grupo se dio a conocer en 2012 gracias al éxito internacional de su sencillo "Hero".

## Historia
La banda fue formada por los hermanos Joseph y Sebastian Keefe (guitarra y batería respectivamente), junto a James Buckey (guitarra) y Christina Schroeter (teclados). Hicieron su debut discográfico con el EP autoproducido Where's the Sun on en septiembre de 2009. En octubre fueron seleccionados de entre 700 artistas por el cantautor Ben Folds y el director Keith Lockhart para telonear a Folds en el concierto que este realizó junto a la Boston Pops en el Symphony Hall de Boston. La revista SPIN los seleccionó entre las 25 mejores bandas del Festival CMJ de 2009. En noviembre de este mismo año publicaron su primer álbum Songbook, que fue promocionado realizando una gira junto a la banda Edward Sharpe and the Magnetic Zeros.
En enero de 2010, la banda anunció el lanzamiento de una nueva canción cada mes del año a través de su lista de correo electrónico. El 9 de marzo publicaron su segundo EP Through the Trees, lanzado a través de su propio sello, Washashore Records.
En julio de 2012 publicaron su segundo álbum Loma Vista.
Bajo la producción de Wally Gagel para Nettwerk, este trabajo supuso la consagración de la banda cuya presencia en medios como MTV, USA Today, Entertainment Weekly, Paste, Billboard, o Interview se hizo frecuente. El segundo sencillo del álbum, "Hero" logró escalar posiciones en las listas de éxitos de música alternativa. En 2014 fue incluido en la banda sonora de la película Boyhood lo que supuso el reconocimiento internacional de la banda. 
El 8 de junio de 2015, la banda lanzó el sencillo "Make You Mine", anticipo de su siguiente álbum, publicado el 4 de septiembre bajo el título de Family of the Year.
Durante el año 2016, la banda se retiró a Bear Valley Springs para escribir nuevo material. La presión discográfica y el fallecimiento de la madre de los hermanos Keefe dificultó las relaciones entre los miembros de la formación. Una vez superadas las tensiones, la banda entró en los Estudios Rocket Carousel de Los Ángeles para grabar su cuarto álbum de estudio, Goodbye Sunshine, Hello Nightime, que fue publicado el 18 de mayo de 2018.

## Discografía
- Songbook (2009)
- Loma Vista (2012)
- Family of the Year (2015)
- Goodbye Sunshine Hello Nighttime (2018)